# Whitney (Nebraska)
Whitney – wieś w Stanach Zjednoczonych, w stanie Nebraska, w hrabstwie Dawes.